# Lista miniștrilor afacerilor externe în anul 2020
Lista miniștrilor afacerilor externe în anul 2020 se bazează pe Lista statelor lumii și pe Lista de teritorii dependente, așa cum sunt ele cunoscute de la 1 ianuarie 2020 pâna la 31 decembrie 2020.
Gruparea acestora s-a făcut pe baza statutului entitătii pe care o reprezintă după cim urmează State independente recunoscute cvasigeneral, State independente recunoscute parțial de comunitatea internațională, State independente nerecunoscute, Entități cu statut apropiat de cel de stat, Diviziuni administrative autonome,  Territorii nesuverane, autonome sau cu administrație specială și Guverne alternative și / sau în exil.
Ministrul afacerilor externe (numele oficial al funcției poate diferi de la stat la stat conform uzanțelor naționale) este acel membru al guvenului însărcinat cu aplicarea politicii externe a statului și asigurarea relațiilor cu alte state și organizații internaționale cu responsabilități executive. Un ministru al afacerilor externe poate asigura uneori și alte portofolii în cadrul unui guvern. Deoarece aceste portofolii nu prezintă interes pentru această listă, ele nu au fost prezentate.
Pot avea miniștri de externe și teritoriile autonome, fie ele diviziuni administrative sau teritorii dependente.

## State independente recunoscute cvasigeneral
| Statul                                   | Funcția | Numele                                                                                         | Începând cu         |
| ---------------------------------------- | --- | ---------------------------------------------------------------------------------------------- | ------------------- |
| Afganistan                               | Miniștri ai afacerilor externe (succesivi)                                                                                      | Mohammad Hanif Atmar                                                                           | 4 aprilie 2020      |
| Afganistan                               | Miniștri ai afacerilor externe (succesivi)                                                                                      | Haroon Chakhansuri (interimar)                                                                 | 23 ianuarie 2020    |
| Afganistan                               | Miniștri ai afacerilor externe (succesivi)                                                                                      | Idrees Zaman (interimar)                                                                       | 30 octombrie 2019   |
| Africa de Sud                            | Ministru al relațiilor internaționale și cooperării                                                                             | Naledi Pandor                                                                                  | 29 mai 2019         |
| Albania                                  | Miniștri ai afacerilor externe și europene (succesivi)                                                                          | Olta Xhaçka                                                                                    | 31 decembrie 2020   |
| Albania                                  | Miniștri ai afacerilor externe și europene (succesivi)                                                                          | Edi Rama (prim ministru)                                                                       | 22 ianuarie 2019    |
| Albania                                  | Ministru adjunct al afacerilor externe și europene cu responsibilitate de ministru interimar                                    | funcție desființată                                                                            | 31 decembrie 2020   |
| Albania                                  | Ministru adjunct al afacerilor externe și europene cu responsibilitate de ministru interimar                                    | Gent Cakaj                                                                                     | 23 ianuarie 2019    |
| Algeria                                  | Ministru al afacerilor externe și cooperării internaționale                                                                     | Sabri Boukadoum (prim ministru interimar)                                                      | 2 aprile 2019       |
| Andorra                                  | Ministru al afacerilor externe                                                                                                  | Maria Ubach Font                                                                               | 17 iulie 2017       |
| Angola                                   | Miniștri ai relațiilor externe (succesivi)                                                                                      | Tete António                                                                                   | 6 aprilie 2020      |
| Angola                                   | Miniștri ai relațiilor externe (succesivi)                                                                                      | Manuel Domingos Augusto                                                                        | 28 septemberie 2017 |
| Antigua și Barbuda                       | Ministru al afacerilor externe                                                                                                  | E.P. Chet Greene                                                                               | 22 martie 2018      |
| Arabia Saudită                           | Ministru al afacerilor externe                                                                                                  | Faisal bin Farhan Al Saud                                                                      | 29 octombrie 2019   |
| Argentina                                | Ministru al afacerilor externe                                                                                                  | Felipe Solá                                                                                    | 10 decembrie 2019   |
| Armenia                                  | Miniștri ai afacerilor externe (succesivi)                                                                                      | Ara Ayvazyan                                                                                   | 18 noiembrie 2020   |
| Armenia                                  | Miniștri ai afacerilor externe (succesivi)                                                                                      | Zohrab Mnatsakanian                                                                            | 12 mai 2018         |
| Australia                                | Ministru pentru afacerile externe                                                                                               | Marise Payne                                                                                   | 28 august 2018      |
| Austria                                  | Ministru federal pentru afacerile externe și integrarea europeană                                                               | Alexander Schallenberg                                                                         | 3 iunie 2019        |
| Azerbaidjan · (vezi și: § 3 )            | Miniștri ai afacerilor externe (succesivi)                                                                                      | Jeykhun Bayramov                                                                               | 16 iulie 2020       |
| Azerbaidjan · (vezi și: § 3 )            | Miniștri ai afacerilor externe (succesivi)                                                                                      | Elmar Mammadyarov                                                                              | 7 aprilie 2004      |
| Bahamas                                  | Ministru al afacerilor externe și imigrației                                                                                    | Darren Henfield                                                                                | 15 mai 2017         |
| Bahrain                                  | Miniștri ai afacerilor externe (succesivi)                                                                                      | Abdullatif bin Rashid Al Zayani                                                                | 11 februarie 2020   |
| Bahrain                                  | Miniștri ai afacerilor externe (succesivi)                                                                                      | șeic Khalid ibn Ahmad Al Khalifah                                                              | 26 septembrie 2005  |
| Bangladesh                               | Ministru al afacerilor externe                                                                                                  | Abulkalam Abdul Momen                                                                          | 6 ianuarie 2019     |
| Barbados                                 | Ministru al afacerilor externe                                                                                                  | Jerome Walcott                                                                                 | 27 mai 2018         |
| Belarus (vezi și : § 10)                 | Ministru al afacerilor externe                                                                                                  | Vladimir Makei                                                                                 | 20 august 2012      |
| Belgia · (vezi și : § 11)                | Miniștri ai afacerilor externe și europene (succesivi)                                                                          | Sophie Wilmès                                                                                  | 1 octombreie 2020   |
| Belgia · (vezi și : § 11)                | Miniștri ai afacerilor externe și europene (succesivi)                                                                          | Philippe Goffin                                                                                | 30 noiembrie 2019   |
| Belize                                   | Miniștri ai afacerilor externe (succesivi)                                                                                      | Eamon Courtenay                                                                                | 13 noiembrie 2020   |
| Belize                                   | Miniștri ai afacerilor externe (succesivi)                                                                                      | Wilfred Elrington                                                                              | 12 februarie 2008   |
| Benin                                    | Ministru al afacerilor externe, integrării africane, francofoniei și beninezilor din străinătate                                | Aurélien Agbénonci                                                                             | 6 aprilie 2016      |
| Bhutan                                   | Ministru al afacerilor externe                                                                                                  | Tandi Dorji                                                                                    | 7 noiembrie 2018    |
| Birmania                                 | Ministru al afacerilor externe                                                                                                  | Aung San Suu Kyi (consilier de stat – prim-ministru)                                           | 30 martie 2016      |
| Bolivia                                  | Miniștri ai relațiilor externe (succesivi)                                                                                      | Rogelio Mayta                                                                                  | 9 noiembrie 2020    |
| Bolivia                                  | Miniștri ai relațiilor externe (succesivi)                                                                                      | Karen Longaric                                                                                 | 14 noiembrie 2019   |
| Bosnia și Herzegovina                    | Ministru al afacerilor externe                                                                                                  | Bisera Turković                                                                                | 23 decembrie 2019   |
| Botswana                                 | Miniștri ai afacerilor internaționale și cooperării (succesivi)                                                                 | Lemogang Kwape                                                                                 | 26 august 2020      |
| Botswana                                 | Miniștri ai afacerilor internaționale și cooperării (succesivi)                                                                 | Unity Dow                                                                                      | 20 iunie 2018       |
| Brazilia                                 | Ministru al relațiilor externe                                                                                                  | Ernesto Araújo                                                                                 | 1 ianuarie 2019     |
| Brunei                                   | Ministru al afacerilor externe                                                                                                  | Hassanal Bolkiah (sultan și prim-ministru)                                                     | 22 octombrie 2015   |
| Brunei                                   | Ministru secund al afacerilor externe                                                                                           | Erywan Yusof                                                                                   | 31 ianuarie 2018    |
| Bulgaria                                 | Ministru al afacerilor externe                                                                                                  | Ekaterina Zakharieva                                                                           | 4 mai 2017          |
| Burkina Faso                             | Ministru al afacerilor externe, cooperării și burkinezilor din străinătate                                                      | Alpha Barry                                                                                    | 13 ianuarie 2016    |
| Burundi                                  | Miniștri ai relațiilor externe și cooperării (succesivi)                                                                        | Albert Shingiro                                                                                | 28 iunie 2020       |
| Burundi                                  | Miniștri ai relațiilor externe și cooperării (succesivi)                                                                        | Ezéchiel Nibigira                                                                              | 19 aprilie 2018     |
| Cambodgia                                | Ministru al Afacerilor Externe și Cooperării Internaționale                                                                     | Prak Sokhon                                                                                    | 4 aprilie 2016      |
| Camerun                                  | Ministru al relațiilor externe                                                                                                  | Lejeune Mbella Mbella                                                                          | 2 octombrie 2015    |
| Canada · (vezi și : § 11)                | Ministru al afacerilor externe                                                                                                  | François-Philippe Champagne                                                                    | 20 noiembrie 2019   |
| Capul Verde                              | Ministru al afacerilor externe                                                                                                  | Luís Felipe Tavares                                                                            | 22 aprilie 2016     |
| Cehia                                    | Ministru al afacerilor externe                                                                                                  | Tomáš Petříček                                                                                 | 16 octombrie 2018   |
| Centrafricană, Republica                 | Ministru al afacerilor externe, integrării africane, francofoniei și centrafricanilor din străinătate                           | Sylvie Baïpo-Temon                                                                             | 14 decembrie 2018   |
| Chile                                    | Miniștri ai afacerilor externe (succesivi)                                                                                      | Andrés Allamand                                                                                | 28 iulie 2020       |
| Chile                                    | Miniștri ai afacerilor externe (succesivi)                                                                                      | Teodoro Ribera                                                                                 | 13 iunie 2019       |
| China (vezi și : § 2, și § 10)           | Ministru al afacerilor externe                                                                                                  | Wang Yi                                                                                        | 16 martie 2013      |
| Ciad                                     | Miniștri ai afacerilor externe, integrării africane și cooperării internaționale (succesivi)                                    | Amine Abba Sidick                                                                              | 14 iulie 2020       |
| Ciad                                     | Miniștri ai afacerilor externe, integrării africane și cooperării internaționale (succesivi)                                    | Chérif Mahamat Zène                                                                            | 24 decembrie 2017   |
| Cipru · (vezi și : § 2)                  | Ministru al afacerilor extene                                                                                                   | Nikos Christodoulidis                                                                          | 1 martie 2018       |
| Coasta de Fildeș                         | Miniștri ai afacerilor externe (succesivi)                                                                                      | Ally Coulibaly                                                                                 | 20 martie 2020      |
| Coasta de Fildeș                         | Miniștri ai afacerilor externe (succesivi)                                                                                      | Marcel Amon Tanoh                                                                              | 25 noiembrie 2016   |
| Columbia                                 | Ministru al relațiilor externe                                                                                                  | Claudia Blum                                                                                   | 27 noiembrie 2019   |
| Comore                                   | Miniștri ai relațiilor externe, cooperării internaționale și comorienilor din străinătate (succesivi)                           | Dhoihir Dhoulkamal                                                                             | 28 septembrie 2020  |
| Comore                                   | Miniștri ai relațiilor externe, cooperării internaționale și comorienilor din străinătate (succesivi)                           | Souef Mohamed El-Amine                                                                         | 17 iulie 2017       |
| Congo, Republica                         | Ministru al afacerilor externe, cooperării și congolezilor din străinătate                                                      | Jean-Claude Gakosso                                                                            | 10 august 2015      |
| Congo, Republica Democrată               | Ministru al afacerilor externe și integrării regionale                                                                          | Marie Tumba Nzeza                                                                              | 7 septembrie 2019   |
| Coreea, Republica                        | Ministru al afacerikor externe                                                                                                  | Kang Kyung-wha                                                                                 | 17 iunie 2017       |
| Coreeană, R.P.D.                         | Minisștri ai afacerilor externe (succesivi)                                                                                     | Ri Son-gwon                                                                                    | 19 ianuarie 2020    |
| Coreeană, R.P.D.                         | Minisștri ai afacerilor externe (succesivi)                                                                                     | Ri Yong-ho                                                                                     | 9 mai 2016          |
| Costa Rica                               | Miniștri ai relațiilor externe (succesivi)                                                                                      | Rodolfo Solano                                                                                 | 3 februarie 2020    |
| Costa Rica                               | Miniștri ai relațiilor externe (succesivi)                                                                                      | Manuel Ventura                                                                                 | 8 ianuarie 2019     |
| Croația                                  | Ministru al afacerilor externe și europene                                                                                      | Gordan Grlić Radman                                                                            | 19 iulie 2019       |
| Cuba                                     | Ministru al relațiilor externe                                                                                                  | Bruno Rodríguez Parrilla                                                                       | 2 martie 2009       |
| Danemarca · (vezi și : § 9)              | Ministru pentru afacerile externe                                                                                               | Jeppe Kofod                                                                                    | 27 iunie 2019       |
| Djibouti                                 | Ministru al afacerilor externe și cooperării internaționale                                                                     | Mahamoud Ali Youssouf                                                                          | 22 mai 2005         |
| Dominica                                 | Ministru al afacerilor externe și ale CARICOM                                                                                   | Kenneth Darroux                                                                                | 17 decembrie 2019   |
| Dominicană, Republica                    | Miniștri ai afacerilor externe (succesivi)                                                                                      | Roberto Álvarez                                                                                | 16 august 2020      |
| Dominicană, Republica                    | Miniștri ai afacerilor externe (succesivi)                                                                                      | Miguel Vargas Maldonado                                                                        | 16 august 2016      |
| Ecuador                                  | Miniștri ai relațiilor externe și integrării (succesivi)                                                                        | Luis Gallegos                                                                                  | 9 iulie 2020        |
| Ecuador                                  | Miniștri ai relațiilor externe și integrării (succesivi)                                                                        | José Valencia Amores                                                                           | 12 iunie 2018       |
| Egipt                                    | Ministru al afacerilor externe                                                                                                  | Sameh Shoukry                                                                                  | 17 iunie 2014       |
| El Salvador                              | Ministru al relațiilor externe                                                                                                  | Alexandra Hill Tinoco                                                                          | 1 iunie 2019        |
| Elveția                                  | Șeful Departamentului Federal al Afacerilor Externe                                                                             | Ignazio Cassis                                                                                 | 1 noiembrie 2017    |
| Emiratele Arabe Unite                    | Ministru al afacerilor externe                                                                                                  | Abdullah bin Zayed Al Nahyan                                                                   | 9 februarie 2006    |
| Eritreea                                 | Ministru al afacerilor externe                                                                                                  | Osman Saleh Mohammed                                                                           | 16 aprilie 2007     |
| Estonia · (vezi și : §10)                | Ministru al afacerilor externe                                                                                                  | Urmas Reinsalu                                                                                 | 25 aprilie 2019     |
| Eswatini                                 | Ministru al afacerilor externe și cooperării internaționale                                                                     | Thuli Dladla                                                                                   | 2 noiembrie 2018    |
| Etiopia                                  | Miniștri ai afacerilor externe (succesivi)                                                                                      | Demeke Mekonnen                                                                                | 8 noiembrie 2020    |
| Etiopia                                  | Miniștri ai afacerilor externe (succesivi)                                                                                      | Gedu Andargachew                                                                               | 18 aprilie 2019     |
| Fiji                                     | Miniștri pentru afacerile externe (succesivi)                                                                                   | Frank Bainimarama (prim-ministru)                                                              | 17 aprilie 2020     |
| Fiji                                     | Miniștri pentru afacerile externe (succesivi)                                                                                   | Inia Seruiratu                                                                                 | 28 ianuarie 2019    |
| Filipine                                 | Secretar al afacerilor externe                                                                                                  | Teodoro Locsin Jr.                                                                             | 17 octombrie 2018   |
| Finlanda                                 | Ministru al afacerilor externe                                                                                                  | Pekka Haavistoi                                                                                | 6 iunie 2019        |
| Franța (vezi și : § 7)                   | Ministru al Europei și al Afacerilor Externe                                                                                    | Jean-Yves Le Drian                                                                             | 17 mai 2017         |
| Gabon                                    | Miniștri ai afacerilor externe, cooperării internaționale și francofoniei, însărcinați cu gabonezii din străinătate (succesivi) | Pacôme Moubelet Boubeya                                                                        | 17 iulie 2020       |
| Gabon                                    | Miniștri ai afacerilor externe, cooperării internaționale și francofoniei, însărcinați cu gabonezii din străinătate (succesivi) | Alain Claude Bilie-By-Nze                                                                      | 10 iunie 2019       |
| Gambia                                   | Ministru al afacerilor externe                                                                                                  | Mamadou Tangara                                                                                | 29 iunie 2018       |
| Georgia · (vezi și: § 2,)                | Ministru al afacerilor externe                                                                                                  | Davit Zalkaliani                                                                               | 20 iunie 2018       |
| Germania                                 | Ministru al afacerilor externe                                                                                                  | Heiko Maas                                                                                     | 14 martie 2018      |
| Ghana                                    | Ministru al afacerilor externe și integrării regionale                                                                          | Shirley Ayorkor Botchway                                                                       | 28 ianuarie 2017    |
| Grecia                                   | Ministru al afacerilor externe                                                                                                  | Nikos Dendias                                                                                  | 9 iulie 2019        |
| Grenada                                  | Miniștri ai afacerilor externe (succesivi)                                                                                      | Oliver Joseph                                                                                  | 5 octombrie 2020    |
| Grenada                                  | Miniștri ai afacerilor externe (succesivi)                                                                                      | Peter David                                                                                    | 25 martie 2018      |
| Guatemala                                | Miniștri ai relațiilor externe (succesivi)                                                                                      | Pedro Brolo                                                                                    | 14 ianuarie 2020    |
| Guatemala                                | Miniștri ai relațiilor externe (succesivi)                                                                                      | Sandra Jovel                                                                                   | 27 august 2017      |
| Guineea                                  | Ministru al afacerilor externe și guineezilor din străinătate                                                                   | Mamadi Touré                                                                                   | 22 august 2017      |
| Guineea-Bissau                           | Miniștri ai afacerilor externe și cooperării internaționale (succesivi)                                                         | Suzi Barbosa                                                                                   | 2 martie 2020       |
| Guineea-Bissau                           | Miniștri ai afacerilor externe și cooperării internaționale (succesivi)                                                         | Ruth Monteiro                                                                                  | 3 februarie 2020    |
| Guineea-Bissau                           | Miniștri ai afacerilor externe și cooperării internaționale (succesivi)                                                         | funcție vacantă                                                                                | 24 ianuare 2020     |
| Guineea-Bissau                           | Miniștri ai afacerilor externe și cooperării internaționale (succesivi)                                                         | Suzi Barbosa                                                                                   | 4 iulie 2019        |
| Guineea Ecuatorială                      | Ministru al afacerilor extene și cooperării internaționale                                                                      | Simeón Oyono Esono Angue                                                                       | 6 februarie 2018    |
| Guyana                                   | Miniștri ai afacerilor externe (succesivi)                                                                                      | Hugh Todd                                                                                      | 5 august 2020       |
| Guyana                                   | Miniștri ai afacerilor externe (succesivi)                                                                                      | Karen Cummings                                                                                 | 2 mai 2019          |
| Haiti                                    | Miniștri ai afacerilor externe (succesivi)                                                                                      | Claude Joseph                                                                                  | 4 februarie 2020    |
| Haiti                                    | Miniștri ai afacerilor externe (succesivi)                                                                                      | Bocchit Edmond                                                                                 | 17 septembrie 2018  |
| Honduras                                 | Ministru al relațiilor externe                                                                                                  | Lisandro Rosales                                                                               | 23 iulie 2019       |
| India                                    | Ministru al afacerilor externe                                                                                                  | Subrahmanyam Jaishankar                                                                        | 31 mai 2019         |
| Indonezia                                | Ministru al afacerilor externe                                                                                                  | Retno Marsudi                                                                                  | 27 octombrie 2014   |
| Iordania                                 | Ministru al afacerilor externe și al expatriaților                                                                              | Ayman Safadi                                                                                   | 15 ianuarie 2017    |
| Irak · (vezi și : § 9)                   | Miniștri al afacerilor externe (succesivi)                                                                                      | Fuad Hussein                                                                                   | 6 iunie 2020        |
| Irak · (vezi și : § 9)                   | Miniștri al afacerilor externe (succesivi)                                                                                      | Mustafa Al-Kadhimi (interimar) (prim ministru)                                                 | 8 mai 2020          |
| Irak · (vezi și : § 9)                   | Miniștri al afacerilor externe (succesivi)                                                                                      | funcție vacantă                                                                                | 2 mai 2020          |
| Irak · (vezi și : § 9)                   | Miniștri al afacerilor externe (succesivi)                                                                                      | Mohamed Ali al-Hakim                                                                           | 25 octombrie 2018   |
| Iran                                     | Ministru al afacerilor externe                                                                                                  | Mohammad Javad Zarif                                                                           | 15 august 2013      |
| Irlanda                                  | Ministru pentru afacerile externe                                                                                               | Simon Coveney                                                                                  | 14 iunie 2017       |
| Islanda                                  | Ministru pentru afacerile externe                                                                                               | Guðlaugur Þór Þórðarson                                                                        | 11 ianuarie 2017    |
| Israel · (vezi și : § 2)                 | Miniștri ai afacerilor externe (succesivi)                                                                                      | Gabi Ashkenazi                                                                                 | 17 mai 2020         |
| Israel · (vezi și : § 2)                 | Miniștri ai afacerilor externe (succesivi)                                                                                      | Yisrael Katz                                                                                   | 17 februarie 2019   |
| Italia                                   | Ministru al afacerilor externe                                                                                                  | Luigi Di Maio                                                                                  | 5 septembrie 2019   |
| Jamaica                                  | Ministru al afacerilor externe                                                                                                  | Kamina Johnson Smith                                                                           | 7 martie 2016       |
| Japonia                                  | Ministru al afacerilor externe                                                                                                  | Toshimitsu Motegi                                                                              | 11 septembrie 2019  |
| Kazahstan                                | Ministru al afacerilor externe                                                                                                  | Mukhtar Tleuberdi                                                                              | 19 septembrie 2019  |
| Kârgâzstan                               | Miniștri ai afacerilor externe (succesivi)                                                                                      | Ruslan Kazakbayev                                                                              | 14 octombrie 2020   |
| Kârgâzstan                               | Miniștri ai afacerilor externe (succesivi)                                                                                      | Chingiz Aidarbekov                                                                             | 20 octombrie 2018   |
| Kenya                                    | Secretari ai Cabinetului pentru afacerile externe (succesivi)                                                                   | Raychelle Omamo                                                                                | 14 ianuarie 2020    |
| Kenya                                    | Secretari ai Cabinetului pentru afacerile externe (succesivi)                                                                   | Monica Juma                                                                                    | 16 februarie 2018   |
| Kiribati                                 | Ministru pentru afacerile externe și imigrare                                                                                   | Taneti Maamau (președinte)                                                                     | 11 martie 2016      |
| Kuweit                                   | Ministru al afacerilor externe                                                                                                  | șeic Ahmad Nasser Al Muhammad Al Sabah                                                         | 17 decembrie 2019   |
| Laos                                     | Ministru al afacerilor externe                                                                                                  | Saleumxay Kommasith                                                                            | 19 aprilie 2016     |
| Lesotho                                  | Miniștri ai afacerilor externe și relațiilor internaționale (succesivi)                                                         | Matsepo Ramakoae                                                                               | 21 mai 2020         |
| Lesotho                                  | Miniștri ai afacerilor externe și relațiilor internaționale (succesivi)                                                         | Lesego Makgothi                                                                                | 23 iunie 2017       |
| Letonia                                  | Ministru al afacerilor externe                                                                                                  | Edgars Rinkēvičs                                                                               | 25 octombrie 2011   |
| Liban                                    | Miniștri ai afacerilor externe și emigranților (succesivi)                                                                      | Charbel Wehbe                                                                                  | 3 august 2020       |
| Liban                                    | Miniștri ai afacerilor externe și emigranților (succesivi)                                                                      | Nassif Hitti                                                                                   | 21 ianuarie 2020    |
| Liban                                    | Miniștri ai afacerilor externe și emigranților (succesivi)                                                                      | Gebran Bassil                                                                                  | 15 februarie 2014   |
| Liberia                                  | Miniștri ai afacerilor externe (succesivi)                                                                                      | Dee-Maxwell Saah Kemayah, Sr                                                                   | 6 octombrie 2020    |
| Liberia                                  | Miniștri ai afacerilor externe (succesivi)                                                                                      | Gbehzohngar Findley                                                                            | 24 ianuarie 2018    |
| Libia · (vezi și : § 10)                 | Ministru al afacerilor externe și cooperătii internaționale                                                                     | Mohamed Taha Siala , (Guvernul Acordului Național) (corevendicator începând cu 12 martie 2016) | 12 martie 2016      |
| Liechtenstein                            | Ministru al afacerilor externe                                                                                                  | Katrin Eggenberger                                                                             | 11 noiembrie 2019   |
| Lituania                                 | Miniștri ai afacerilor externe (succesivi)                                                                                      | Gabrielius Landsbergis                                                                         | 11 decembrie 2020   |
| Lituania                                 | Miniștri ai afacerilor externe (succesivi)                                                                                      | Linas Antanas Linkevičius                                                                      | 13 decembrie 2012   |
| Luxemburg                                | Ministru al afacerilor externe și Imgrării                                                                                      | Jean Asselborn                                                                                 | 31 iulie 2004       |
| Macedonia de Nord                        | Miniștri ai afacerilor externe (succesivi)                                                                                      | Bujar Osmani                                                                                   | 30 august 2020      |
| Macedonia de Nord                        | Miniștri ai afacerilor externe (succesivi)                                                                                      | Nikola Dimitrov ,                                                                              | 31 mai 2017         |
| Madagascar                               | Miniștri ai afacerilor externe (succesivi)                                                                                      | Djacoba Liva Tehindrazanarivelo                                                                | 29 ianuarie 2020    |
| Madagascar                               | Miniștri ai afacerilor externe (succesivi)                                                                                      | Naina Andriantsitohaina                                                                        | 24 ianuarie 2019    |
| Malaezia                                 | Miniștri ai afacerilor externe (succesivi)                                                                                      | Hishammuddin Hussein                                                                           | 9 martie 2020       |
| Malaezia                                 | Miniștri ai afacerilor externe (succesivi)                                                                                      | Saifuddin Abdullah                                                                             | 2 iulie 2018        |
| Malawi                                   | Miniștri ai afacerilor externe și cooperării internaționale (succesivi)                                                         | Eisenhower Mkaka                                                                               | 8 iulie 2020.       |
| Malawi                                   | Miniștri ai afacerilor externe și cooperării internaționale (succesivi)                                                         | Kondwani Nankhumwa                                                                             | 19 martie 2020.     |
| Malawi                                   | Miniștri ai afacerilor externe și cooperării internaționale (succesivi)                                                         | Peter Mutharika (președinte)                                                                   | 13 martie 2020.     |
| Malawi                                   | Miniștri ai afacerilor externe și cooperării internaționale (succesivi)                                                         | Francis Kasaila                                                                                | 19 iunie 2019.      |
| Maldive                                  | Ministru al afacerilor externe și coperării internaționale                                                                      | Abdulla Shahid                                                                                 | 17 noiembrie 2018   |
| Mali                                     | Miniștri ai afacerilor externe, cooperării internaționale și integrării (succesivi)                                             | Zeïni Moulaye                                                                                  | 5 octombrie 2020    |
| Mali                                     | Miniștri ai afacerilor externe, cooperării internaționale și integrării (succesivi)                                             | funcție vacantă                                                                                | 18 august 2020      |
| Mali                                     | Miniștri ai afacerilor externe, cooperării internaționale și integrării (succesivi)                                             | Tiébilé Dramé                                                                                  | 5 mai 2019          |
| Malta                                    | Miniștri ai afacerilor externe (succesivi)                                                                                      | Evarist Bartolo                                                                                | 15 ianuarie 2020    |
| Malta                                    | Miniștri ai afacerilor externe (succesivi)                                                                                      | Carmelo Abela                                                                                  | 6 iunie 2017        |
| Maroc · (vezi și : § 2)                  | Ministru al afacerilor externe și cooperării                                                                                    | Nasser Bourita                                                                                 | 5 aprilie 2017      |
| Marshall, Insulele                       | Miniștri ai afacerilor externe (succesivi)                                                                                      | Casten Nemra                                                                                   | 13 ianuarie 2020    |
| Marshall, Insulele                       | Miniștri ai afacerilor externe (succesivi)                                                                                      | John Silk                                                                                      | 1 februarie 2016    |
| Mauritania                               | Ministru al afacerilor externe și cooperării                                                                                    | Ismail Ould Cheikh Ahmed                                                                       | 11 iunie 2018       |
| Mauritius                                | Ministru al afacerilor externe și integrării regionale                                                                          | Nando Bodha                                                                                    | 22 martie 2019      |
| Mexic                                    | Secretar al relațiilor externe                                                                                                  | Marcelo Ebrard                                                                                 | 1 decembrie 2018    |
| Micronezia                               | Secretar al afacerilor externe                                                                                                  | Kandhi Elieisar                                                                                | 4 decembrie 2019    |
| Moldova, Republica (vezi și: § 3 și § 9) | Miniștri ai afacerilor externe și integrării europene (succesivi)                                                               | Aureliu Ciocoi                                                                                 | 9 noiembrie 2019    |
| Moldova, Republica (vezi și: § 3 și § 9) | Miniștri ai afacerilor externe și integrării europene (succesivi)                                                               | Oleg Țulea                                                                                     | 16 martie 2020      |
| Moldova, Republica (vezi și: § 3 și § 9) | Miniștri ai afacerilor externe și integrării europene (succesivi)                                                               | Aureliu Ciocoi                                                                                 | 14 noiembrie 2019   |
| Monaco                                   | Ministru al relaților externe și cooperării                                                                                     | Laurent Anselmi                                                                                | 21 octombrie 2019   |
| Mongolia                                 | Miniștri ai relațiilor externe (succesivi)                                                                                      | Nyamtseren Enkhtaivan                                                                          | 8 iulie 2020        |
| Mongolia                                 | Miniștri ai relațiilor externe (succesivi)                                                                                      | Damdin Tsogtbaatar                                                                             | 20 octombrie 2017   |
| Mozambic                                 | Miniștri ai afacerilor externe și cooperării (succesivi)                                                                        | Verónica Macamo Dlhovo                                                                         | 17 ianuarie 2020    |
| Mozambic                                 | Miniștri ai afacerilor externe și cooperării (succesivi)                                                                        | José Condungua Pacheco                                                                         | 12 decembrie 2017   |
| Muntenegru                               | Miniștri ai afacerilor externe și integrării europene (succesivi)                                                               | Đorđe Radulović                                                                                | 4 decembrie 2020    |
| Muntenegru                               | Miniștri ai afacerilor externe și integrării europene (succesivi)                                                               | Srđan Darmanović                                                                               | 28 noiembrie 2016   |
| Namibia                                  | Ministru al relațiilor internaționale și cooperării                                                                             | Netumbo Nandi-Ndaitwah                                                                         | 4 decembrie 2012    |
| Nauru                                    | Ministru pentru afacerile externe                                                                                               | Lionel Aingimea (președinte)                                                                   | 28 august 2019      |
| Nepal                                    | Ministru al afacerilor externe                                                                                                  | Pradeep Gyawali                                                                                | 14 martie 2018      |
| Nicaragua                                | Ministru al relațiilor externe                                                                                                  | Denis Moncada                                                                                  | 16 ianuarie 2017    |
| Niger                                    | Miniștri ai afacerilor externe, cooperării, integrării africane și nigerenilor din străinătate (succesivi)                      | Marou Amadou (interimar)                                                                       | 4 decembrie 2020    |
| Niger                                    | Miniștri ai afacerilor externe, cooperării, integrării africane și nigerenilor din străinătate (succesivi)                      | Kalla Ankourao                                                                                 | 11 aprilie 2018     |
| Nigeria                                  | Ministru al afacerilor externe                                                                                                  | Geoffrey Onyeama                                                                               | 11 noiembrie 2015   |
| Norvegia                                 | Ministru al afacerilor externe                                                                                                  | Ine Marie Eriksen Søreide                                                                      | 20 octombrie 2017   |
| Noua Zeelandă · (vezi și : § 8)          | Miniștri ai afcerilor externe (succesivi)                                                                                       | Nanaia Mahuta                                                                                  | 6 noiembrie 2020    |
| Noua Zeelandă · (vezi și : § 8)          | Miniștri ai afcerilor externe (succesivi)                                                                                       | Winston Peters                                                                                 | 26 octombrie 2017   |
| Oman                                     | Miniștri ai afacerilor externe (succesivi)                                                                                      | Sayyid Badr bin Hamad bin Hamood AlBusaidi                                                     | 26 august 2020      |
| Oman                                     | Miniștri ai afacerilor externe (succesivi)                                                                                      | Haitham bin Tariq Al Said (sultan și prim-ministru)                                            | 11 ianuarie 2020    |
| Oman                                     | Miniștri ai afacerilor externe (succesivi)                                                                                      | Qaboos bin Said Al Said (sultan și prim-ministru)                                              | 2 ianuarie 1972?    |
| Oman                                     | Ministru responsabil pentru afacerile externe                                                                                   | funcție desființatâ                                                                            | 18 august 2020      |
| Oman                                     | Ministru responsabil pentru afacerile externe                                                                                   | Yusuf bin Alawi bin Abdullah                                                                   | 19 decembrie 1997   |
| Pakistan                                 | Ministru al afacerilor externe                                                                                                  | Shah Mehmood Qureshi                                                                           | 18 august 2018      |
| Palau                                    | Ministru de stat (pentru afaceri externe)                                                                                       | Faustina K. Rehuher-Marugg                                                                     | 13 iunie 2017       |
| Panama                                   | Miniștri ai relațiilor externe (succesivi)                                                                                      | Erika Mouynes                                                                                  | 2 decembrie 2020    |
| Panama                                   | Miniștri ai relațiilor externe (succesivi)                                                                                      | Alejandro Ferrer López                                                                         | 1 iulie 2019        |
| Papua Noua Guinee                        | Miniștri pentru afacerile externe și imigrare (succesivi)                                                                       | Soroi Eoe                                                                                      | 20 decembrie 2020   |
| Papua Noua Guinee                        | Miniștri pentru afacerile externe și imigrare (succesivi)                                                                       | Patrick Pruaitch                                                                               | 7 noiembrie 2019    |
| Paraguay                                 | Miniștri ai relațiilor externe (succesivi)                                                                                      | Federico González Franco                                                                       | 13 octombrie 2020   |
| Paraguay                                 | Miniștri ai relațiilor externe (succesivi)                                                                                      | Antonio Rivas Palacios                                                                         | 31 iulie 2019       |
| Peru                                     | Miniștri ai relațiilor externe (succesivi)                                                                                      | Elizabeth Astete                                                                               | 18 noiembrie 2020   |
| Peru                                     | Miniștri ai relațiilor externe (succesivi)                                                                                      | Franca Deza                                                                                    | 12 noiembrie 2020   |
| Peru                                     | Miniștri ai relațiilor externe (succesivi)                                                                                      | Mario López Chávarri                                                                           | 15 iulie 2020       |
| Peru                                     | Miniștri ai relațiilor externe (succesivi)                                                                                      | Gustavo Meza-Cuadra                                                                            | 3 octombrie 2019    |
| Polonia                                  | Miniștri ai afacerilor externe (succesivi)                                                                                      | Zbigniew Rau                                                                                   | 26 august 2020      |
| Polonia                                  | Miniștri ai afacerilor externe (succesivi)                                                                                      | Jacek Czaputowicz                                                                              | 9 ianuarie 2018     |
| Portugalia                               | Miniștru pentru afaceri externe                                                                                                 | Augusto Santos Silva                                                                           | 28 noiembrie 2015   |
| Qatar                                    | Ministru al afacerilor externe                                                                                                  | șeic Mohammed bin Abdulrahman bin Jassim Al Thani                                              | 27 ianuarie 2016    |
| Regatul Unit (vezi și : § 6 șî § 11)     | Secretar de stat pentru afacerile externe și ale Commonwealth -ului                                                             | Dominic Raab                                                                                   | 24 iulie 2019       |
| România                                  | Ministru al afacerilor externe                                                                                                  | Bogdan Aurescu                                                                                 | 24 iulie 2019       |
| Rusia                                    | Ministru al afacerilor externe                                                                                                  | Sergey Lavrov                                                                                  | 9 martie 2004       |
| Rwanda                                   | Ministru al afacerilor externe și cooperării regionale                                                                          | Vincent Biruta                                                                                 | 4 octombrie 2019    |
| Samoa                                    | Ministru al afacerilor externe                                                                                                  | Tuilaepa Aiono Sailele Malielegaoi (prin-ministru)                                             | 23 noiembrie 1998   |
| San Marino                               | Secretari de stat pentru afacerile externe și politice (succesivi)                                                              | Luca Beccari                                                                                   | 8 ianuarie 2020     |
| San Marino                               | Secretari de stat pentru afacerile externe și politice (succesivi)                                                              | Nicola Renzi                                                                                   | 27 decembrie 2016   |
| São Tomé și Príncipe                     | Miniștri ai afacerilor externe (succesivi)                                                                                      | Edite Ten Juá                                                                                  | 16 septembrie 2020  |
| São Tomé și Príncipe                     | Miniștri ai afacerilor externe (succesivi)                                                                                      | Elsa Teixeira Pinto                                                                            | 3 decembrie 2018    |
| Senegal                                  | Miniștri ai afacerilor externe și senegalezilor din străinătate (succesivi)                                                     | Aïssata Tall Sall                                                                              | 1 noiembrie 2020    |
| Senegal                                  | Miniștri ai afacerilor externe și senegalezilor din străinătate (succesivi)                                                     | Amadou Ba                                                                                      | 7 aprilie 2019      |
| Serbia · (vezi și : § 2)                 | Miniștri ai afacerilor externe (succesivi)                                                                                      | Nikola Selaković                                                                               | 28 octombrie 2020   |
| Serbia · (vezi și : § 2)                 | Miniștri ai afacerilor externe (succesivi)                                                                                      | Ana Brnabić (interimară) (prim-ministru)                                                       | 22 octombrie 2020   |
| Serbia · (vezi și : § 2)                 | Miniștri ai afacerilor externe (succesivi)                                                                                      | Ivica Dačić                                                                                    | 27 aprilie 2014     |
| Seychelles                               | Miniștri pentru afacerile externe (succesivi)                                                                                   | Sylvestre Radegonde                                                                            | 16 noiembrie 2020   |
| Seychelles                               | Miniștri pentru afacerile externe (succesivi)                                                                                   | Vincent Meriton (vicepreședinte)                                                               | 1 ianuarie 2018     |
| Sfânta Lucia                             | Ministru pentru afacerile externe                                                                                               | Allen Chastanet (prim-ministru)                                                                | 14 iunie 2016       |
| Sfântul Cristofor și Nevis               | Ministru al afacerilor externe                                                                                                  | Mark Brantley                                                                                  | 22 februarie 2015   |
| Sfântul Vincențiu și Grenadinele         | Miniștri ai afacerilor externe (succesivi)                                                                                      | Ralph Gonsalves (prin-ninistru)                                                                | 10 noiembrie 2020   |
| Sfântul Vincențiu și Grenadinele         | Miniștri ai afacerilor externe (succesivi)                                                                                      | Louis Straker                                                                                  | 16 decembrie 2015   |
| Sierra Leone                             | Ministru al afacerilor externe și cooperării internaționale                                                                     | Nabeela Tunis                                                                                  | 10 mai 2019         |
| Singapore                                | Ministru pentru afacerile externe                                                                                               | Vivian Balakrishnan                                                                            | 1 octombrie 2015    |
| Siria                                    | Miniștri ai afacerilor externe și expatriaților (succesivi)                                                                     | Faisal Mekdad                                                                                  | 22 noiembrie 2020   |
| Siria                                    | Miniștri ai afacerilor externe și expatriaților (succesivi)                                                                     | funcție vacantă                                                                                | 16 noiembrie 2020   |
| Siria                                    | Miniștri ai afacerilor externe și expatriaților (succesivi)                                                                     | Walid Muallem                                                                                  | 21 februarie 2006   |
| Slovacia                                 | Miniștri ai afacerilor externe și europene (succesivi)                                                                          | Ivan Korčok                                                                                    | 8 aprilie 2020      |
| Slovacia                                 | Miniștri ai afacerilor externe și europene (succesivi)                                                                          | Richard Sulík (interimar)                                                                      | 21 martie 2020      |
| Slovacia                                 | Miniștri ai afacerilor externe și europene (succesivi)                                                                          | Miroslav Lajčák                                                                                | 4 aprilie 2012      |
| Slovenia                                 | Miniștri ai afacerilor externe (succesivi)                                                                                      | Anže Logar                                                                                     | 13 martie 2020      |
| Slovenia                                 | Miniștri ai afacerilor externe (succesivi)                                                                                      | Miro Cerar                                                                                     | 13 septembrie 2018  |
| Somalia · (vezi și : § 3)                | Miniștri ai afacerilor externe și cooperării internaționale (succesivi)                                                         | Mohamed Abdirizak Mohamud                                                                      | 19 noiembrie 2020   |
| Somalia · (vezi și : § 3)                | Miniștri ai afacerilor externe și cooperării internaționale (succesivi)                                                         | Ahmed Isse Awad                                                                                | 4 ianuarie 2018     |
| Spania · (vezi și : § 11)                | Miniștri ai afacerilor externe și cooperării (succesivi)                                                                        | Arancha González Laya                                                                          | 10 ianuarie 2020    |
| Spania · (vezi și : § 11)                | Miniștri ai afacerilor externe și cooperării (succesivi)                                                                        | Margarita Robles (interimară)                                                                  | 1 decembrie 2019    |
| Sri Lanka                                | Ministru al afacerilor externe                                                                                                  | Dinesh Gunawardena                                                                             | 22 noiembrie 2019   |
| Statele Unite ale Americii               | Secretar de stat | Mike Pompeo                                                                                    | 26 aprilie 2018     |
| Sudan                                    | Miniștri ai afacerilor externe (succesivi)                                                                                      | Omar Ismail Gamar Aldin (interimar)                                                            | 9 iulie 2020        |
| Sudan                                    | Miniștri ai afacerilor externe (succesivi)                                                                                      | Asma Mohamed Abdalla                                                                           | 8 septembrie 2019   |
| Sudanul de Sud                           | Miniștri ai afacerilor externe și cooperării internaționale (succesivi)                                                         | Beatrice Khamisa Wani-Noah                                                                     | 12 martie 2020      |
| Sudanul de Sud                           | Miniștri ai afacerilor externe și cooperării internaționale (succesivi)                                                         | Awut Deng Acuil                                                                                | 19 august 2019      |
| Suedia                                   | Ministru pentru afacerile externe                                                                                               | Ann Linde                                                                                      | 10 septembrie 2019  |
| Surinam                                  | Miniștri ai afacerilor externe (succesivi)                                                                                      | Albert Ramdin                                                                                  | 16 iulie 2020       |
| Surinam                                  | Miniștri ai afacerilor externe (succesivi)                                                                                      | Yildiz Pollack-Beighle                                                                         | 1 februarie 2017    |
| Tadjikistan                              | Ministru al afacerilor externe                                                                                                  | Sirodjidin Aslov                                                                               | 29 noiembrie 2013   |
| Tanzania                                 | Ministru pentru afacerile externe, cooperare internațională și integrare regională                                              | Palamagamba Kabudi                                                                             | 4 februarie 2019    |
| Thailanda                                | Ministru al afacerilor externe                                                                                                  | Don Pramudwinai                                                                                | 20 august 2015      |
| Timorul de Est                           | Miniștri ai afacerilor externe și cooperării (succesivi)                                                                        | Adaljiza Magno                                                                                 | 24 iunie 2020       |
| Timorul de Est                           | Miniștri ai afacerilor externe și cooperării (succesivi)                                                                        | Dionísio Babo                                                                                  | 22 iunie 2018       |
| Togo                                     | Ministru al afacerilor externe și cooperării                                                                                    | Robert Dussey                                                                                  | 17 septembrie 2013  |
| Tonga                                    | Ministru pentru afacerile externe                                                                                               | Pohiva Tu'i'onetoa (prim-ministru)                                                             | 9 octombrie 2019    |
| Trinidad și Tobago                       | Miniștri ai afacerilor externe (succesivi)                                                                                      | Amery Browne                                                                                   | 19 august 2020      |
| Trinidad și Tobago                       | Miniștri ai afacerilor externe (succesivi)                                                                                      | Dennis Moses                                                                                   | 11 septembrie 2015  |
| Tunisia                                  | Miniștri ai afacerilor externe (succesivi)                                                                                      | Othman Jerandi                                                                                 | 2 septembrie 2020   |
| Tunisia                                  | Miniștri ai afacerilor externe (succesivi)                                                                                      | Salma Ennaifer (interimară)                                                                    | 25 iulie 2020       |
| Tunisia                                  | Miniștri ai afacerilor externe (succesivi)                                                                                      | Noureddine Erray                                                                               | 27 februarie 2020   |
| Tunisia                                  | Miniștri ai afacerilor externe (succesivi)                                                                                      | Sabri Bachtabji (interimar)                                                                    | 30 octombrie 2019   |
| Turcia                                   | Ministru al afacerilor externe                                                                                                  | Mevlüt Çavușoğlu                                                                               | 24 noiembrie 2015   |
| Turkmenistan                             | Ministru al afacerilor externe                                                                                                  | Rașit Meredow                                                                                  | 7 iulie 2001        |
| Tuvalu                                   | Ministru pentru afacerile externe                                                                                               | Simon Kofe                                                                                     | septembrie 2019     |
| Țările de Jos                            | Ministru ai afacerilor externe                                                                                                  | Stef Blok                                                                                      | 7 martie 2018       |
| Ucraina · (vezi și: § 3)                 | Miniștri ai afacerilor externe (succesivi)                                                                                      | Dmytro Kuleba                                                                                  | 4 februarie 2020    |
| Ucraina · (vezi și: § 3)                 | Miniștri ai afacerilor externe (succesivi)                                                                                      | Vadym Prystaiko                                                                                | 29 august 2019      |
| Uganda                                   | Ministru al afacerilor externe                                                                                                  | Sam Kutesa                                                                                     | 13 ianuarie 2005    |
| Ungaria                                  | Ministru al afacerilor externe                                                                                                  | Péter Szijjártó                                                                                | 23 septembrie 2014  |
| Uruguay                                  | Miniștri ai relațiilor externe (succesivi)                                                                                      | Francisco Bustillo                                                                             | 6 iulie 2020        |
| Uruguay                                  | Miniștri ai relațiilor externe (succesivi)                                                                                      | Ernesto Talvi                                                                                  | 1 martie 2020       |
| Uruguay                                  | Miniștri ai relațiilor externe (succesivi)                                                                                      | Rodolfo Nin Novoa                                                                              | 1 martie 2015       |
| Uzbekistan                               | Ministru al afacerilor externe                                                                                                  | Abdulaziz Komilov                                                                              | 13 ianuarie 2012    |
| Vanuatu                                  | Miniștri pentru afacerile externe (succesivi)                                                                                   | Mark Ati                                                                                       | 20 aprilie 2020     |
| Vanuatu                                  | Miniștri pentru afacerile externe (succesivi)                                                                                   | Ralph Regenvanu                                                                                | 18 decembrie 2017   |
| Vatican / Sfântul Scaun                  | Secretar pentru relațiile cu statele (Sfântul Scaun)                                                                            | Paul Gallagher                                                                                 | 8 noiembrie 2014    |
| Venezuela                                | Ministru al puterii populare pentru afacerile externe                                                                           | Jorge Arreaza                                                                                  | 2 august 2017       |
| Vietnam                                  | Ministru al afacerilor externe                                                                                                  | Phạm Bình Minh                                                                                 | 3 august 2011       |
| Yemen · (vezi și : § 10)                 | Miniștri ai afacerilor externe (succesivi)                                                                                      | Ahmad Awad Bin Mubarak (corevendicator începând cu 18 decembrie 2020)                          | 18 decembrie 2020   |
| Yemen · (vezi și : § 10)                 | Miniștri ai afacerilor externe (succesivi)                                                                                      | Mohammed A. Al-Hadhrami , (corevendicator din 10 iunie 2019 până în 18 decembrie 2020)         | 10 iunie 2019       |
| Zambia                                   | Ministru al afacerilor externe                                                                                                  | Joe Malanji                                                                                    | 8 ianuarie 2018     |
| Zimbabwe                                 | Ministru al afacerilor externe                                                                                                  | Sibusiso Moyo                                                                                  | 30 noiembrie 2017   |

## State independente recunoscute parțial
| Statul                          | Separat din                                 | Funcția | Numele                                   | Începând cu       |
| ------------------------------- | ------------------------------------------- | --- | ---------------------------------------- | ----------------- |
| Abhazia                         | Georgia                                     | Ministru pentru afacerile externe                                                                               | Daur Kove                                | 4 octombrie 2016  |
| Ciprul de Nord                  | Cipru                                       | Miniștri ai afacerilor externe (succesivi)                                                                      | Tahsin Ertuğruloğlu                      | 9 decembrie 2020  |
| Ciprul de Nord                  | Cipru                                       | Miniștri ai afacerilor externe (succesivi)                                                                      | Kudret Özersay (prim ministru interimar) | 2 februarie 2018  |
| Kosovo                          | Serbia                                      | Miniștri ai afacerilor externe (succesivi)                                                                      | Meliza Haradinaj                         | 3 iunie 2020      |
| Kosovo                          | Serbia                                      | Miniștri ai afacerilor externe (succesivi)                                                                      | Glauk Konjufca                           | 3 februarie 2020  |
| Kosovo                          | Serbia                                      | Miniștri ai afacerilor externe (succesivi)                                                                      | Behgjet Pacolli                          | 9 septembrie 2017 |
| Osetia de Sud – Alania          | Georgia                                     | Ministru al afacerilor externe                                                                                  | Dmitry Medoyev                           | 25 mai 2017       |
| Statul Palestina (vezi și : §4) | Israel · Autoritatea Națională Palestiniană | Șeful Départementului Relațiilor Internaționale al Comitului Executiv al Organizației de Eliberare a Palestinei | Ziad Abu Amr                             | 2 august 2018     |
| Sahara occidentală              | Maroc                                       | Ministru al afacerilor externe                                                                                  | Mohamed Salem Ould Salek                 | 21 ianuarie 1998  |
| Taiwan                          | China                                       | Ministru al afacerilor externe                                                                                  | Joseph Wu                                | 26 februarie 2018 |

## State independente nerecunoscute
| Statul                      | Separat din        | Funcția                                                     | Numele                  | Începând cu        |
| --------------------------- | ------------------ | ----------------------------------------------------------- | ----------------------- | ------------------ |
| Republica Artsakh           | Azerbaidjan        | Ministru al afacerilor externe                              | Masis Mayilyan          | 25 septembre 2017  |
| Donețk, Republica Populară  | Ucraina            | Ministru al afacerilor externe                              | Natalya Nikonorova      | 22 februarie 2016  |
| Lugansk, Republica Populară | Ucraina            | Ministru al afacerilor externe                              | Vladislav Deinevo       | 12 septembrie 2017 |
| Somaliland                  | Somalia            | Ministru al afacerilor externe și cooperării internaționale | Yasin Hagi Mohamud Hiir | 10 noiembrie 2018  |
| Transnistria                | Moldova, Republica | Ministru al afacerilor externe                              | Vitaly Ignatyev         | 14 septembrie 2015 |

## Entități cu statut apropiat de cel de stat
| Entitate                                           | Funcție                                                                                   | Nume                             | Începând cu       |
| -------------------------------------------------- | ----------------------------------------------------------------------------------------- | -------------------------------- | ----------------- |
| Ordinul de Malta                                   | Mare Cancelar                                                                             | Albrecht Freiherr von Boeselager | 28 ianuarie 2017  |
| Autoritatea Națională Palestiniană (vezi și : § 2) | Ministru al afacerilor externe                                                            | Riyad al-Maliki                  | 1 septembrie 2007 |
| Uniunea Europeană                                  | Înalt Reprezentant ai Unuinii Europene pentru afacerile externe și politica de securitate | Josep Borrell                    | 1 noiembrie 2019  |

## Teritorii britanice de peste mări și dependențe ale coroanei britanice
| Teritoriu | Suveranitate      | Funcția                                                                 | Numele           | Începând cu       |
| --------- | ----------------- | ----------------------------------------------------------------------- | ---------------- | ----------------- |
| Gibraltar | Marea Britanie    | Ministru pentru acțiune externǎ                                         | Joseph Garcia    | 21 octombrie 2019 |
| Guernsey  | Coroana britanică | Conducător pentru relațiile externe (ministru pentru relațiile externe) | Jonathan Le Tocq | 6 mai 2016        |
| Jersey    | Coroana britanică | Ministru pentru relațiile externe                                       | Ian Gorst        | 7 iunie 2018      |

## Departamente și colectivități de peste mări și teritorii cu statut special franceze
| Teritoriu          | Suveranitate | Funcția                  | Numele         | Începând cu        |
| ------------------ | ------------ | ------------------------ | -------------- | ------------------ |
| Noua Caledonie     | Franța       | Președinte al guvernului | Thierry Santa  | 9 iulie 2019       |
| Polinezia Franceză | Franța       | Președinte               | Édouard Fritch | 12 septembrie 2014 |

## Dependințe și teritorii speciale ale Noii-Zeelande
| Teritoriu      | Suveranitate  | Funcția                                                  | Numele                        | Începând cu      |
| -------------- | ------------- | -------------------------------------------------------- | ----------------------------- | ---------------- |
| Cook, Insulele | Noua Zeelandă | Miniștri ai afacerilor externe și imigrației (succesivi) | Mark Brown (prim-ministru)    | 8 octombrie 2020 |
| Cook, Insulele | Noua Zeelandă | Miniștri ai afacerilor externe și imigrației (succesivi) | Henry Puna (prim-ministru)    | 25 iulie 2013    |
| Niue, Insule   | Noua Zeelandă | Miniștri ai Agențiilor Centrale (succesivi)              | Dalton Tagelagi (premier)     | 11 iunie 2020    |
| Niue, Insule   | Noua Zeelandă | Miniștri ai Agențiilor Centrale (succesivi)              | Toke Tufukia Talagi (premier) | 19 iunie 2008    |
| Tokelau        | Noua Zeelandă | Șefi ai guvernului (succesivi)                           | Fofo Tuisano                  | 9 martie 2020    |
| Tokelau        | Noua Zeelandă | Șefi ai guvernului (succesivi)                           | Kerisiano Kalolo              | 12 martie 2019   |

## Teritorii speciale ale Statelor Unite ale Americii
| Teritoriu  | Suveranitate               | Funcția                       | Numele                 | Începând cu       |
| ---------- | -------------------------- | ----------------------------- | ---------------------- | ----------------- |
| Porto Rico | Statele Unite ale Americii | Secretari de stat (succesivi) | Raúl Márquez Hernández | 20 august 2020    |
| Porto Rico | Statele Unite ale Americii | Secretari de stat (succesivi) | Elmer Román            | 20 decembrie 2019 |

## Alte teritorii nesuverane
| Teritoriu           | Suveranitate       | Funcția                                    | Numele                | Începând cu        |
| ------------------- | ------------------ | ------------------------------------------ | --------------------- | ------------------ |
| Feroe, Insulele     | Danemarca          | Ministru al afacerilor externe             | Jenis av Rana         | 16 septembrie 2019 |
| Găgăuzia            | Moldova, Republica | Șeful Departamentului Relațiilor Externe   | Vitaliy Vlah          | 30 aprilie 2015    |
| Groenlanda          | Danemarca          | Miniștri ai afacerilor externe (succesivi) | Steen Lynge           | 29 mai 2020        |
| Groenlanda          | Danemarca          | Miniștri ai afacerilor externe (succesivi) | Ane Lone Bagger       | 5 octombrie 2018   |
| Kurdistanul Irakian | Irak               | Șeful Departamentului de Relații Externe   | Safeen Muhsin Dizayee | iulie 2019         |

## Guverne în exil și / sau alterantive
| Entitate                                     | Suveranitate recunoscută internațional                                                                                                  | Funcția                                                        | Numele                                                               | Începând cu       |
| -------------------------------------------- | --- | -------------------------------------------------------------- | -------------------------------------------------------------------- | ----------------- |
| Administrația Popularǎ Anticrizǎ din Belarus | Belarus · (Organizație de tip guvern din umbrǎ)                                                                                         | ResponsibIl pentru politica externǎ și comerț                  | Anatoly Kotov                                                        | 26 octombrie 2020 |
| Guvernul Alternativ al Estoniei              | Estonia · Guvern „în exil” care se consideră succesor al guvernului în exil din timpul ocupației sovietice                              | Ministru al afacerilor externe                                 | Toomas Mathiesen                                                     | 8 iulie 2019      |
| Guvernul provizoriu al Libiei                | Libia · (Guvern sub controlui Camerei Reprezentanților din Libia)                                                                       | Ministru al afacerilor externe și cooperătii internaționale    | Abd al-Hadi al-Hawi , (corevendicator începând cu 28 februarie 2019) | 28 februarie 2019 |
| Administrația Centrală Tibetană              | China (Guvern în exil) | Kalon (ministru) al informațiilor și relațiilor internaționale | Lobsang Sangay (președinte al administrației centrale)               | 28 februarie 2016 |
| Guvernul Salvǎrii Naționale al Yemenului     | Yemen · (Guvern alternativ instituit de Consiliului Politic Suprem instalat de rebelii zaidiști Ansar Allah sau Houthis și aliații lor) | Ministru al afacerilor externe                                 | Hisham Abdullah (corevendicator începând cu 28 noiembrie 2016)       | 28 noiembrie 2016 |
| Consiliul de Tranziție al Sudului Yemenului  | Yemen | Director al DirecTiei Geerale pentru Afaceri Externe           | Mohammed al-Ghaithi                                                  | 11 mai 2017       |

## Diviziuni administrative autonome
Au fost prezentate doar divixiunile administrative care au în cadrul guvernului local portofoliul de ministru al afacerilor externe sau echivalent
| Diviziune                                          | Aparține de  | Funcția                                                       | Numele                              | Începând cu        |
| -------------------------------------------------- | ------------ | ------------------------------------------------------------- | ----------------------------------- | ------------------ |
| Regiunea Capitalei Bruxelles                       | Belgia       | Secretar de stat pentru afaceri europene și internaționale    | Pascal Smet                         | 20 iulie 2019      |
| Cantabria                                          | Spania       | Consilier pentru acțiune externă                              | Paula Fernández Viaña               | 29 iunie 2019      |
| Catalonia                                          | Spania       | Consilieri pentru acțiune externă (succesivi)                 | Bernat Solé                         | 21 martie 2020     |
| Catalonia                                          | Spania       | Consilieri pentru acțiune externă (succesivi)                 | Teresa Jordà (interimară)           | 9 martie 2020      |
| Catalonia                                          | Spania       | Consilieri pentru acțiune externă (succesivi)                 | Alfred Bosch                        | 22 noiembrie 2018  |
| Comunitatea Francezǎ (Federația Valonia-Bruxelles) | Belgia       | Ministru prezident                                            | Pierre-Yves Jeholet                 | 13 septembrie 2019 |
| Flandra                                            | Belgia       | Ministru pentru politica externă                              | Jan Jambon (ministru prezident)     | 2 octombrie 2019   |
| Québec                                             | Canada       | Ministru al relațiilor internaționale și francofoniei         | Nadine Girault                      | 18 octombrie 2018  |
| Scoția                                             | Regatul Unit | Secretari ai Cabinetului pentru afacerile externe (succesivi) | Michael Russell                     | februarie 2020     |
| Scoția                                             | Regatul Unit | Secretari ai Cabinetului pentru afacerile externe (succesivi) | Fiona Hyslop                        | 1 decembrie 2009   |
| Valonia                                            | Belgia       | Ministru prezident                                            | Elio Di Rupo                        | 13 septembrie 2019 |
| Țara Galilor                                       | Regatul Unit | Prim ministru                                                 | Mark Drakeford                      | 8 octombrie 2020   |
| Țara Galilor                                       | Regatul Unit | Ministru pentru relațiile internaționale                      | funcție desființatǎ                 | 8 octombrie 2020   |
| Țara Galilor                                       | Regatul Unit | Ministru pentru relațiile internaționale                      | Eluned Morgan baroană Morgan of Ely | 13 decembrie 2018  |